# Điệp Nông
Điệp Nông là một xã cũ thuộc huyện Hưng Hà, tỉnh Thái Bình, Việt Nam.

## Địa lý
Xã Điệp Nông có vị trí địa lý:
- Phía đông giáp xã Dân Chủ và huyện Quỳnh Phụ
- Phía tây và phía bắc giáp tỉnh Hưng Yên
- Phía nam giáp xã Đoan Hùng và xã Hùng Dũng.

Xã Điệp Nông có diện tích 8,84 km², dân số năm 2022 là 11.818 người, mật độ dân số đạt 1.336 người/km².
Điệp Nông nằm bên bờ Nam sông Luộc và lấy sông này làm ranh giới tự nhiên của Điệp Nông cũng như toàn tỉnh Thái Bình với huyện Phù Cừ tỉnh Hưng Yên.

## Lịch sử
Phần đất Điệp Nông, vào thời xưa, gồm các làng Việt Yên, Canh Nông,..., thời phong kiến gọi là các xã thuộc tổng Canh Nông huyện Duyên Hà trấn Sơn Nam Hạ.
Xã Điệp Nông được thành lập năm 1977 trên cơ sở sáp nhập hai xã Tam Điệp và Tam Nông.
Ngày 28 tháng 9 năm 2024, Ủy ban Thường vụ Quốc hội ban hành Nghị quyết số 1201/NQ-UBTVQH15 về việc sắp xếp đơn vị hành chính cấp xã của tỉnh Thái Bình giai đoạn 2023 – 2025 (nghị quyết có hiệu lực từ ngày 1 tháng 11 năm 2024). Theo đó, thành lập xã Quang Trung trên cơ sở toàn bộ 8,84 km² diện tích tự nhiên và quy mô dân số là 11.818 người của xã Điệp Nông.

## Văn hóa
Di tích lịch sử đền Ngũ ở xã Điệp Nông là nơi thờ đức thánh Nguyễn Minh Không.
Đình làng Việt Yên, vườn Mơ và 4 miếu ở 4 góc làng (miếu Cả Đoài, miếu Tư Chính, miếu Tư Nhất và miếu Thượng Đông) là những di tích thờ 4 anh em họ Trịnh gồm: Minh công, Khang công, Nguyên công, Lương công có công giúp Đinh Bộ Lĩnh đánh dẹp loạn 12 sứ quân ở thế kỷ X. 4 góc làng có tên là xứ Cửa Chùa (tây nam làng, nay là miếu Tư Chính), xứ Bến Bến (tây bắc làng nay là miếu Tư Nhất), xứ Cửa Triệu (đông bắc làng nay là miếu Thượng Đông), xứ Kiều Kinh (tức là Cầu Kênh, đông nam làng nay là miếu Cả Đoài).
- Vườn Mơ xưa (bao gồm khu vực đình làng và vườn Mơ ngày nay) là đại bản doanh của 4 anh em họ Trịnh, và là nơi yên nghỉ của thân phụ Trịnh Thông và bà vợ kế là Trần Thị Hạnh. Khi còn đang xây dựng lực lượng chống Ngô Xương Xí và sau này theo Đinh Bộ Lĩnh dẹp loạn 12 sứ quân, 4 anh em họ Trịnh đã xây dựng ở giữa làng, canh vườn Mơ một hội đồng cung. Họ thường xuyên đến đây bàn bạc công việc, chỉ huy 4 đồn phòng thủ ở 4 góc làng.
- Miếu Tư Chính thờ Trịnh Minh công, đóng ở xứ Cửa Chùa, được vua Đinh Tiên Hoàng phong làm quản giới nguyên soái tướng quân.
- Miếu Thượng Đông thờ Trịnh Lương công đóng ở xứ Cửa Triệu, được vua Đinh Tiên Hoàng phong làm thống suất tướng quân
- Miếu Cả Đoài thờ Trịnh Nguyên công đóng ở xứ Kiều Kinh, được vua Đinh Tiên Hoàng phong làm giám sát tướng quân
- Miếu Tư Nhất thờ Trịnh Khang công đóng ở xứ Bến Bến, được vua Đinh Tiên Hoàng phong làm thượng dũng sứ

Xã Điệp Nông tổ chức Lễ khánh thành chùa làng Duyên Nông vào ngày 18/12/2022.
Hiện nay, Điệp Nông đang đẩy mạnh trồng các loại cây như: ngô, lạc và rau giống các loại.